# Pediasia abbreviatellus
Pediasia abbreviatellus là một loài bướm đêm trong họ Crambidae.